# تپه شهر سوخته ۲۰
تپه شهر سوخته ۲۰ مربوط به هزاره سوم و ۲ قم است و در شهرستان زابل، ۹/۵ کیلومتری شمال شرق پایگاه شهر سوخته واقع شده و این اثر در تاریخ ۲۴ اسفند ۱۳۸۳ با شمارهٔ ثبت ۱۱۴۸۸ به‌عنوان یکی از آثار ملی ایران به ثبت رسیده است.